# Шлик, Яхим Ондржей
Яхим Ондржей Шлик (чеш. Jáchym Ondřej Šlik; 9 сентября 1569, Остров, Чешское королевство — 21 июня 1621, Прага, Чешское королевство) — чешский аристократ и крупный землевладелец, имперский граф. Присоединился к восстанию против Габсбургов, после поражения был казнён на Староместской площади.

## Биография
Яхим Ондржей Шлик родился в 1569 году в семье графа Юлиуса Шлика и Марии Анны фон Унгнад. Он принадлежал к знатной семье Шликов, владевшей обширными землями в Западной Чехии. В молодости Шлик учился в Йенском университете, позже девять лет жил в Дрездене, при дворе курфюрста саксонского, и был воспитателем его сыновей, включая Иоганна Георга (курфюрста с 1611 года).
Вернувшись в Чехию и вступив во владение родовыми землями, Шлик стал одним из самых влиятельных и энергичных защитников прав лютеран. В 1608 году он возглавлял депутацию сословий, потребовавшую от императора Рудольфа II гарантий религиозной терпимости, в 1618 году оказался в числе дворян-протестантов, ворвавшихся в королевский дворец на Пражском граде, чтобы призвать к ответственности королевских наместников (их подозревали в стремлении к рекатолизации всей Чехии). Двух наместников, Вилема Славату и Ярослава Боржиту из Мартиниц, выбросили в окно, что стало началом открытого восстания.
Именно Шлик склонил к участию в восстании сословия Силезии. После низложения Фердинанда Габсбургского граф выступал за избрание королём Чехии лютеранина Иоганна Георга Саксонского, но всё же признал кальвиниста Фридриха Пфальцского, который наградил его должностями верховного судьи и ландфогта Верхнего Лаузица (1619). Шлик возглавил оборону Лаузица от саксонцев, ставших союзниками Фердинанда. В конце 1620 года, когда чешские повстанцы потерпели поражение, Шлик изъявил готовность подчиниться Габсбургам и написал покаянное письмо наместнику Фердинанда Карлу фон Лихтенштейну. Тот пообещал ему своё заступничество. Шлик передал Верхний Лаузиц саксонцам, уехал во Фридланд, но там в марте 1621 года был арестован по приказу Иоганна Георга.
Шлика увезли в Дрезден, а потом выдали Фердинанду. В Праге его отдали под суд как государственного изменника; к тому моменту многие другие руководители чешского восстания уже были приговорены к смерти, но их казнь отложили до вынесения приговора графу. 31 мая Шлик был признан виновным и приговорён к отсечению правой руки и головы и последующему четвертованию. Фердинанд смягчил это решение, приказав сначала отрубить голову.
Казнь состоялась 21 июня 1621 года на Староместской площади. Всего к смерти были приговорены 28 человек, и Шлика казнили первым как самого знатного. Его голову и руку выставили на всеобщее обозрение на староместской мостовой башне, но годом позже в виде особой милости их разрешили снять и похоронить вместе с остальным телом.

## Семья
Граф Шлик был трижды женат: на Анне Марии Либштейн-Коловрат (умерла в 1616), на Анне Катержине Смиржицкой и на Урсуле Софии фон Опперсдорф (1589—1649). В первом браке родились трое детей:
- Анна Мария Сидония, жена Пржемека II из Жеротина;
- Елизавета, жена Алексиуса Берки из Дубы;
- Юлиус (умер в 1623).